# ربى بلال عصفور
ربى بلال عصفور (بالعبرية: רובא בלאל-עספור) (5 ديسمبر 1979 الناصرة) هي ممثلة مسرحية وسينمائية فلسطينية، انتحلت شخصيات عديدة في الكثير من الأفلام والمسرحيات. حصلت على جائزة أوفير كأفضل ممثلة دور ثان سنة 2016 لدورها في فيلم «عاصفة رملية». وحاصلة مرتين على جائزة أفضل ممثلة بمهرجان مسرحيد والآخر.

## سيرة
ابتدأ مشوارها الفني من سن المراهقة وهي في عمر 16 عاما. ابتدأت في التمثيل في مسرحيات المدرسة ومن ثم انتقلت إلى فرق الهواة ووصلت إلى الاحتراف. درست في معهد «بيت تسفي» للفنون المسرحية. حاصلة على اللقب الأول في الاقتصاد وإدارة الأعمال من كلية مرج بن عامر. كانت عائلتها من أكبر الداعمين لها وشجعوها في مسيرتها المهنية لتحقيق طموحها. في عمر 28 تزوجت ربى من يوسف عصفور (معلم تاريخ) وانجبت منه 4 أبناء (أحمد، وثلاثة توائم: ربيع، أيهم وساري). انتقلت بعد زواجها من الناصرة إلى حيفا مع زوجها يوسف عصفور الحاصل على لقب الدكتوراة في تاريخ الشرق الأوسط، تقول: لم يعنيها أبدا الموقع الجغرافي لانها اصلا لم تعمل كثيرا في الناصرة وبالنسبة لزوجها فهو أكبر داعم ومشجع لها ولديه حس فني كبير. تتمتع الممثلة ربى بحظ باهر حيث حظيت دائما بالأدوار التي لطالما حلمت بها.

## أعمالها
قامت بالعديد من الأعمال:
- 1996 «لوين شباب» (مسرحية): إخراج محمد عودة الله، مركز الناصرة الحديث.
- 1999 «المهاجر» (مسرحية): إخراج محمد خميس، مسرح القصبة، رام الله.
- 2000 «الزير سالم» (مسرحية): إخراج محمد خميس، مسرح القصبة، رام الله.
- 2002 «المهمة» (مسرحية): إخراج سامح حجازي، مهرجان المسرح الآخر، عكا.
- 2004 «أم ضيا» (مسرحية): إخراج سامح حجازي، مهرجان «مسرحيد»، عكا.
- 2004 «عطش» (فيلم): كان هذا الفيلم مرحلة انتقال للسطوع بالنسبة لربى، فقد فتح المخرج توفيق أبو وائل طريقا لها للمشاركة في الأعمال السينمائية والمسرحية. تدور احداث الفلم حول قصة حياة هند الحسيني - المرأة الفلسطينية - التي أسست ملجأ دار الطفل بالقدس في عام 1948. وتتجسد ربى إحدى الأدوار الأربعة المركزية في الفيلم مع ياسمين المصري، هيام عباس، فريدا بينتو وتلعب شخصية فاطمة برناوي التي هي أول أسيرة فلسطينية.[4]
- 2005 «جدارية» (مسرحية): إخراج نزار زعبي، مسرح الحكواتي، القدس.
- 2006 – غفران (فيلم): إخراج الإسرائيلي أودي ألوني، لعبت دور نوال
- 2006 – ذا بوبل (فيلم): وهو فيلم إسرائيلي من نوع دراما من إخراج ايتان فوكس، وتتحدث قصة الفيلم عن علاقة الصداقة بين الإسرائيليين والفلسطينيين، كما حازت على عدة جوائز.[5][6][7]
- 2010 – ميرال (فيلم): من إخراج جوليان شنابل، تقع أحداث الفيلم في القدس. وقصة الفيلم الرئيسية حول الصراع العربي الإسرائيلي.
- 2012 لما شفتك (فيلم): إخراج آن ماري جاسر.
- 2015 «سيناريست» (مسلسل): إخراج شاي كفون.
- 2016 – عاصفة رملية (فيلم): يتحدث الفيلم عن امرأتين بدويتين (أم وابنتها) تحاولان الحفاظ على نفسيهما وحياتهما وعلى عائلتهما ضمن إطار وقوانين المجتمع البدوي المليء بالصعوبات والتحديات. ومع تطر الأحداث وزواج رب العائلة بزوجة أخرى تتطور علاقات الشخصيات واختياراتهن.

## الحياة الشخصية
في عمر 28 عام تزوجت ليوسف عصفور، وهي أم لأربعة أبناء.

## الجوائز
- في 29 أبريل 2020، مُنحت جائزة أفضل ممثلة في مسابقة الأكاديمية الإسرائيلية للتلفزيون، عن دورها في مسلسل «فتيان» لكتها أعلنت التنازل عنها.[8][9]